# James van Hoften
James Dougal Adrianus van Hoften, detto Ox (Fresno, 11 giugno 1944), è un ex astronauta e ingegnere statunitense.

## Biografia
Van Hoften ha conseguito una laurea in ingegneria civile all'Università della California a Berkeley nel 1966,  una laurea specialistica in ingegneria idraulica e un dottorato in ingegneria idraulica rispettivamente nel 1968 e nel 1976. Dal 1969 al 1974, van Hoften è stato pilota della Marina militare statunitense, completando l’addestramento come pilota di jet nel 1970. Nel 1972 è stato assegnato alla portaerei USS Ranger partecipando a due dispiegamenti nel Sud-est asiatico, in Vietnam, in cui ha volato per circa 60 missioni di combattimento. 
Ha ripreso gli studi accademici nel 1974 completando una tesi per il suo dottorato e dal 1976 ha ricoperto il posto di assistente professore di ingegneria civile all’Università di Houston insegnando la meccanica dei fluidi e conducendo delle ricerche sul flusso dei fluidi biologici negli organi interni artificiali e nelle valvole.
Ha accumulato più di 3.300 ore di volo, la maggior parte nei jet, tra cui F-4, F-4N e F-4C.

## Carriera alla NASA
Van Hoften è stato selezionato come candidato astronauta nel ruolo di Specialista di missione del Gruppo 8 degli Astronauti della NASA nel gennaio del 1978 per poi completare l’anno di addestramento base nell'agosto del 1979.
Dal 1979 fino al primo volo dello Space Shuttle, l’STS-1, ha seguito lo sviluppo della navigazione dello Shuttle al Flight Systems Laboratory di Downey, in California.  Il 6 aprile 1984 è stato lanciato a bordo dello Space Shuttle Challenger per la missione STS-41-C dal Kennedy Space Center. La missione è durata 7 giorni durante i quali l’equipaggio ha rilasciato nello spazio il Long Duration Exposure Facility, ha recuperato il Solar Maximum Satellite, l’ha riparato a bordo della navicella e l’ha riposizionato in orbita, usando il braccio robotico Remote Manipulator System (RMS). Tra gli obiettivi della missione c’erano anche i primi test di volo della tuta Manned Maneuvering Unit durante due attività extraveicolari (EVA), entrambe svolte da van Hoften e da George Nelson. Lo Shuttle con l’equipaggio è atterrato nella Edwards Air Force Base dopo aver completato 107 orbite terrestri.
È tornato nello spazio per la sua seconda e ultima missione il 27 agosto 1985 con il Discovery e i colleghi della STS-51-I. Son stati rilasciati tre satelliti delle comunicazioni ed è stato recuperato il satellite Navy Syncom IV-3 guasto. Per queste operazioni è stato necessario svolgere due EVA, entrambe eseguite da van Hoften e William Fisher, con van Hoften attaccato al RMS svolgendo così il primo aggancio e il primo rilascio manuale di un satellite in orbita.
van Hoften ha accumulato 14 giorni nello spazio, di cui più di 21 ore nello spazio aperto durante 4 EVA.

## Carriera dopo la NASA
Dopo essersi ritirato dalla NASA il primo agosto 1986, si è unito alla Bechtel Corporation della cui azienda nel 1992 è diventato Vice Presidente. È stato manager project nello sviluppo di aeroporti nel Medio oriente, Giappone, Nord e Sud America, program manager del Airport Core Programme e dell’Aeroporto Internazionale di Hong Kong e Director of Project del NATS Holdings del Regno Unito. Nel 2009 è stato incaricato come non-executive director dell’Aeroporto di Londra-Gatwick.